# Anneliese Ermer
Anneliese Ermer (* 1947 oder 1948) ist eine deutsche Psychiaterin, die heute in der Schweiz lebt und arbeitet.

## Leben und Arbeit
Sie studierte in Berlin Humanmedizin und absolvierte dort auch die Facharztweiterbildung in Neurologie und Psychiatrie. 1986 promovierte sie mit einer Arbeit über den „Bleigehalt von Rippenknochen einer grossstädtischen Bevölkerungsgruppe“. Seit 1989 ist sie in der Forensik tätig, seit 1993 in der Schweiz. 1997 übernahm sie die Leitung der Forensischen Abteilung der Psychiatrischen Universitätsklinik Basel. 2004 wurde sie als Titularprofessorin für Forensische Psychiatrie (Gerichtspsychiatrie) an die Universität Bern berufen. Im gleichen Jahr übernahm sie die Leitung des Forensisch-psychiatrischen Dienstes in Bern, bis sie 2013 mit 65 Jahren emeritierte. Seit 2013 führt sie in Basel eine eigene Praxis für rechtspsychiatrische Fragen, Begutachtung und Supervision.
Als Gerichtspsychiaterin hat Anneliese Ermer über 1000 Gutachten verfasst. Unter anderem hat sie das psychiatrische Gutachten über den Bieler Rentner Peter Hans Kneubühl verfasst. Kneubühl hatte sich gegen die Zwangsversteigerung seines Hauses widersetzt und dabei einen Polizisten verletzt. Nach neun Tagen Flucht wurde er festgenommen und kam nach seinem Prozess in Verwahrung.
Anneliese Ermer lebt in Basel. Sie ist Mutter einer Tochter.

## Publikationen
- Forensisch-psychiatrische Therapie: Störungs- und deliktorientierte Therapie
- Attacks on German Public Figures, 1968–2004: Warning Behaviors, Potentially Lethal and Non-lethal Acts, Psychiatric Status, and Motivations. Behavioral Sciences and the Law Behavior, 2011
- Kompendium Psychiatrie (2002)